# Gørding
Gørding ist eine Stadt in Dänemark  mit 1782 Einwohnern (1. Januar 2025) im Osten der süddänischen Esbjerg Kommune. Gørding liegt (Luftlinie) etwa 6 km östlich von Bramming, 20 km östlich von Esbjerg und 21,5 km westlich von Vejen im Gørding Sogn.

## Geschichte
Nördlich des heutigen Siedlungsgebietes wurde in der ersten Hälfte des 13. Jahrhunderts eine Kirche, mit heutigem Namen Gørding Kirke, erbaut. Sie wurde erstmals Mitte des 13. Jahrhunderts erwähnt.
Das Dorf Gørding wird bereits im 14. Jahrhundert erwähnt, damals Gyringh oder auch Gøringh geschrieben. Die Geschichte des Gutshofes Gørdinglund lässt sich bis in die 1600er Jahre zurückverfolgen. Das Gut besteht bis heute, es liegt unmittelbar nördlich von Gørding etwa 300 m westlich der Gørding Kirke.
Im 18. Jahrhundert gab es die beiden Dörfer Nørre Gørding und Søndre Gørding. Zu dieser Zeit gehörte das gesamte umliegende Gebiet zum Bramming Hovedgård, welcher im Norden des Ortes Bramming liegt. In einem Dokument, welches die Veränderungen im Gørding Sogn von 1758 bis 1784 erläutert, steht, dass es in dieser Zeitspanne zwei Bauern und zwei weitere Hausbesitzer in Nørre Gørding und vier Bauern sowie vier weitere Hausbesitzer in Søndre Gørding gab. Somit war das Gebiet des heutigen Gørding nur spärlich besiedelt und von Landwirtschaft geprägt.
1874 wurde in Gørding ein Bahnhof an der Bahnstrecke Lunderskov–Esbjerg gebaut. Zehn Jahre später wurde eine Molkereigenossenschaft (dänisch andelsmejeri) gegründet.
Anfang des 20. Jahrhunderts begann sich der Ort schnell weiter zu entwickeln, so wurden eine große Mühle (1909), ein Versammlungshaus (1909) und eine Schule (1911) gebaut. Eine am Bahnhof vorhandene Windmühle wurde 1929 abgerissen.
2013 wurde das Bahnhofsgebäude von Gørding abgerissen, der Haltepunkt wird weiter bedient.

## Sehenswürdigkeiten
Unmittelbar nördlich von Gørding befindet sich die Gørding Kirke.

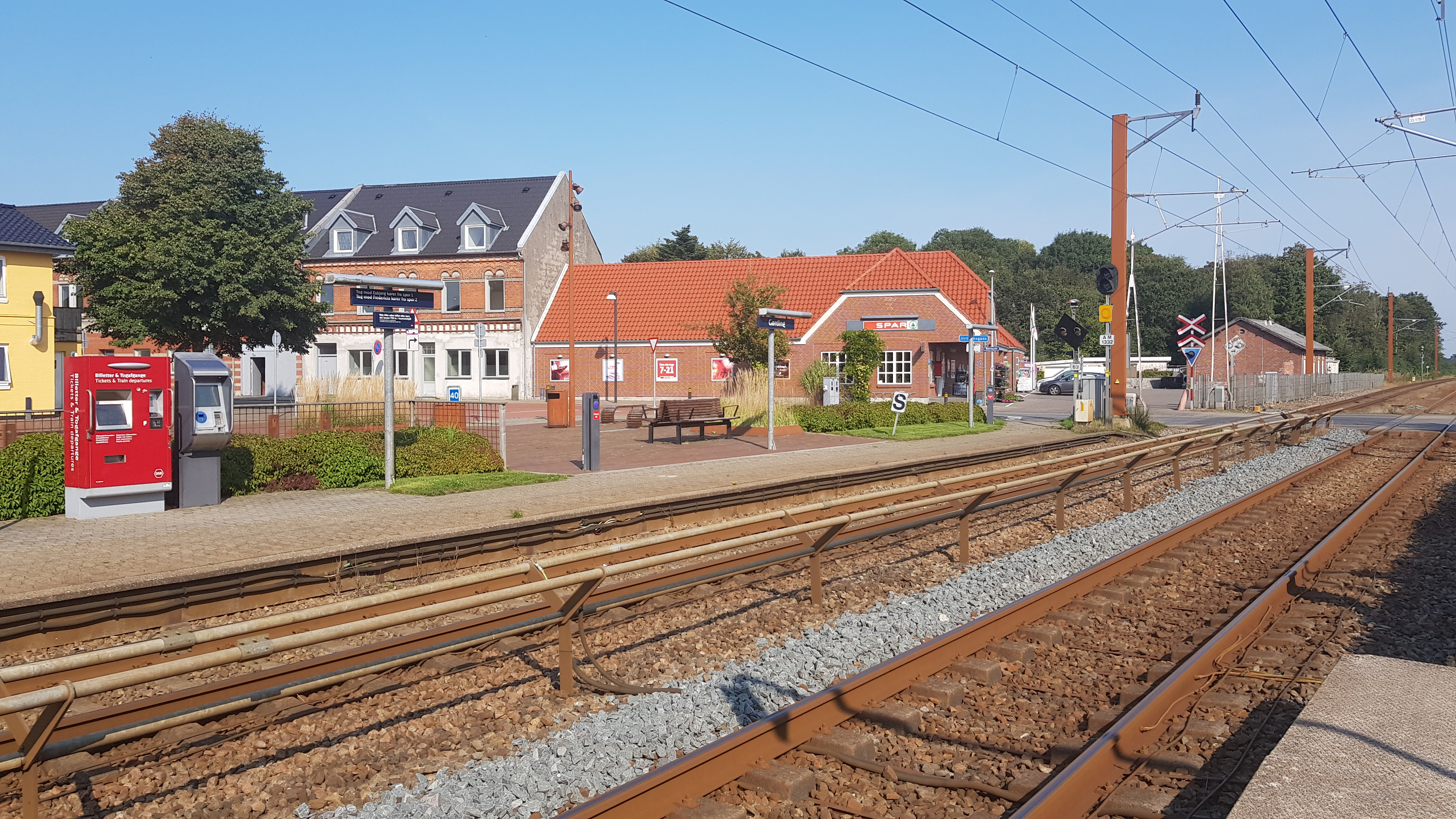
Haltepunkt Gørding
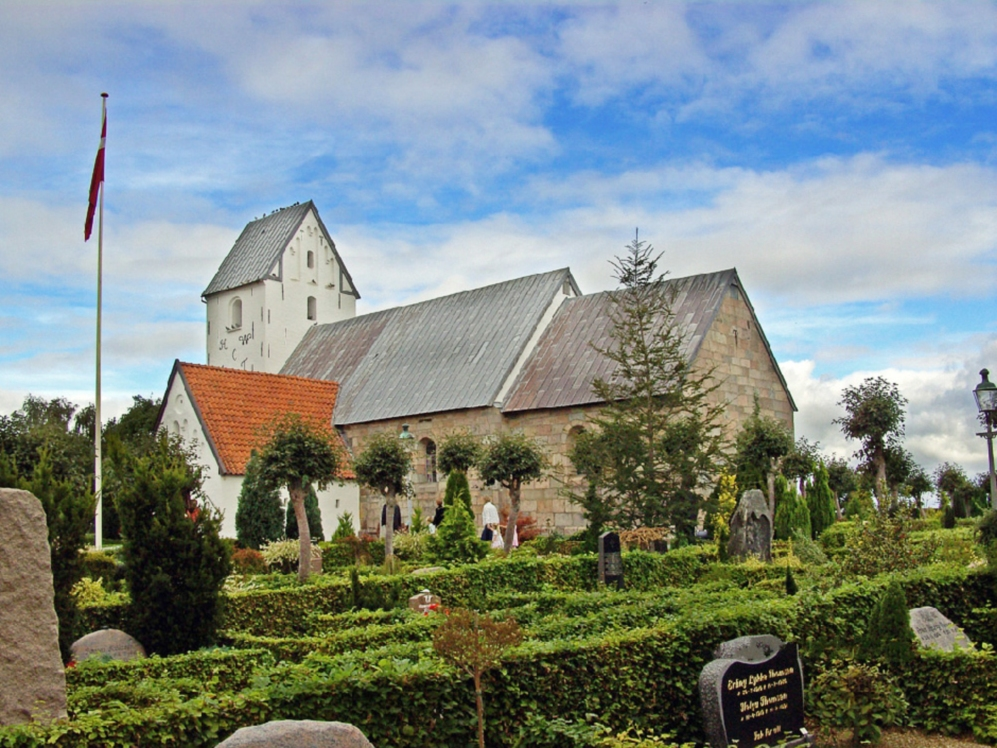
Gørding Kirke